# Râul Lechincioara
Râul Lechincioara este un râu afluent al râului Tur. 